# Jonathan Safran Foer
Jonathan Safran Foer (ur. 1977) – amerykański pisarz pochodzący z rodziny polskich Żydów z Bielska Podlaskiego. 

## Życiorys
Foer mieszka na Brooklynie w Nowym Jorku wraz z żoną, powieściopisarką Nicole Krauss, której zadedykował drugą książkę. Jego opowiadania drukowały pisma „Paris Review” i „New Yorker”.
Na podstawie powieści Wszystko jest iluminacją Liev Schreiber nakręcił w 2005 film, w którym główną rolę zagrał Elijah Wood. W 2011 miał premierę film Strasznie głośno, niesamowicie blisko, będący adaptacją powieści Foera. Główne role zagrali Tom Hanks i Sandra Bullock.

### Twórczość
Autor powieści Wszystko jest iluminacją (oryg. Everything is Illuminated, 2002; polskie wyd. w tłumaczeniu Michała Kłobukowskiego 2003 i 2008), za którą otrzymał „Guardian” First Book Prize oraz wygrał William Saroyan Prize for Writing. Można domniemywać, że opisuje w niej ojczyznę swoich dziadków - wschodnie rubieże dzisiejszej Polski.
Napisał także powieść Strasznie głośno, niesamowicie blisko (oryg. Extremely Loud and Incredibly Close, polskie wydanie w 2007). W zbiorze Poparzone dzieci Ameryki ukazało się jego opowiadanie Schemat interpunkcyjny choroby serca. W 2009 ukazało się  jego Zjadanie zwierząt (org. Eating Animals) - książka  w krótkim czasie stała się bestsellerem. Polskie wydanie książki ukazało się nakładem Wydawnictwa Krytyki Politycznej w tłumaczeniu Dominiki Dymińskiej,